# Cheliplanilla caudata
Cheliplanilla caudata is een platworm (Platyhelminthes). De worm is tweeslachtig. De soort leeft in het zoute water.
Het geslacht Cheliplanilla, waarin de platworm wordt geplaatst, wordt tot de familie Karkinorhynchidae gerekend. De wetenschappelijke naam van de soort werd voor het eerst geldig gepubliceerd in 1938 door Meixner.